# Tom Clancy's Splinter Cell: Blacklist
Splinter Cell: Blacklist (En español Splinter Cell: Lista Negra) es un videojuego perteneciente al género de acción, aventura y sigilo desarrollado por la empresa Ubisoft Toronto y distribuido por Ubisoft. Es la sexta entrega de la saga Splinter Cell y es la secuela directa de Tom Clancy's Splinter Cell: Conviction. Fue lanzado para Microsoft Windows, PlayStation 3, Wii U y Xbox 360.

## Sinopsis
"Pocos presidentes han otorgado el derecho a la Quinta Enmienda (o Quinta Libertad). El derecho a defender nuestras leyes, infringiéndolas. A proteger secretos, robándolos. A salvar vidas, quitando otras. A hacer lo que sea necesario para proteger nuestro país. La Quinta Enmienda... ahora es mía. Soy Sam Fisher. Y soy un Splinter Cell."
-Sam Fisher.

### Argumento
Sam Fisher y su viejo amigo Victor Coste están a punto de partir de la Base Aérea Andersen en Guam, cuando una fuerza enemiga desconocida destruye toda la base. Con la ayuda del especialista informático Charlie Cole, Sam y Vic se las arreglan para escapar, aunque Vic resulta gravemente herido al proteger a Sam de una granada. Poco después una organización terrorista que se hace llamar "Los Ingenieros" asume la autoría del atentado, y anuncia que este ataque es el primero de una cuenta regresiva mortal contra los activos de los Estados Unidos llamada Blacklist (la lista negra). Ellos declaran que detendrán los ataques si EE. UU. accede a retirar todas las tropas americanas desplegadas en el extranjero. 
En respuesta, la presidenta de los Estados Unidos Patricia Caldwell asigna a Sam Fisher, Charlie Cole, Isaac Briggs y Anna 'Grim' Grimsdottir a la unidad de operaciones especiales y antiterrorismo llamada Fourth Echelon (que remplaza a la corrupta Third Echelon). Caldwell nombra a Sam comandante de la unidad y le asigna la tarea de buscar a "Los Ingenieros" y detenerlos. La base de operaciones de Fourth Echelon se encuentra en un avión de carga personalizado llamado Paladin. 
Sam y su nuevo equipo deciden empezar la búsqueda de un viejo enemigo: Andriy Kobin, que se encuentra retenido en una casa de seguridad de la CIA en Benghazi, Libia. Kobin es un agente de la CIA que posee más información sobre los ingenieros. Sam rescata con éxito a Kobin, lo arresta y lo mantiene como prisionero en el Paladín. Kobin revela algo de información a Sam acerca de sus compañeros de trabajo en Mirawa, Irak. Al infiltrarse en un bastión insurgente, Sam se entera de que los ataques de "Los Ingenieros" son más graves de lo que se pensaba originalmente. Sam llega a un cuarto donde encuentra el cadáver de un soldado americano degollado, cuya ejecución fue grabada por varias cámaras. El verdugo era Majid Sadiq (Carlo Rota), un exagente del MI6 y ahora terrorista. En el vídeo, Sadiq parece hablar con el soldado antes de ejecutarlo, diciéndole que un solo hombre puede cambiar el mundo. Pero luego mira la cámara y dice: "Te estoy hablando a ti." Sam se da cuenta de que es una trampa y escapa lo más rápido que puede del lugar.
Según los datos de inteligencia en Mirawa, el próximo ataque de "Los Ingenieros" es en Dallas, Texas. Sam afirma que un ataque directo sería demasiado simple y que el objetivo real sería otra ciudad. Charlie cree que ese objetivo es Chicago, y que el ataque en Dallas solo es una distracción. Por lo que Sam se cuela en una planta de filtración de agua de Navy Pier, el cual está programado para liberar un agente biológico peligroso en el suministro de agua de Chicago. Sam detiene los dispositivos y apaga la válvula de salida, evitando el ataque terrorista. 
Kobin le explica a Sam que uno de sus asociados, Reza Nouri, está relacionado con "Los Ingenieros". Sam se dirige a su mansión en Ciudad del Este, Paraguay, e interroga a Nouri. Durante el interrogatorio, las Fuerzas Quds atacan la mansión de Nouri. Este se compromete a renunciar a Sadiq y revelar lo que sabe, a cambio de una extracción segura, por lo que Sam se ve obligado a aceptar la oferta.
Grim y Charlie obtienen información acerca de una célula durmiente de los ingenieros en Londres, Reino Unido. La célula se ha activado y Sam se infiltra en una fábrica abandonada para obtener información sobre los próximos planes de "Los Ingenieros". Sam descubre documentos de embarque de Irán, lo que confirma la sospecha de que Irán y las Fuerzsa Quds estaban involucrados en los ataques de la lista negra. Cuando la última de las bombas químicas está a punto de salir de la bahía de envío, Sam se adentra en el camión y pone un dispositivo de rastreo GPS en el interior de la bomba. Sam se expone a cantidades letales de agentes químicos, y al tratar de escapar Sadiq lo captura. Briggs, quien proporcionaba ayuda a Sam como francotirador, se ve obligado a rescatarlo pero deja que Sadiq escape. 
Después de recuperarse, Sam se infiltra en la antigua embajada de EE. UU. en Teherán, Irán, que se ha transformado en un cuartel de las Fuerzas Quds. Sam instala una unidad flash que le dio Charlie en un ordenador central, que está programado para buscar y extraer todo lo relacionado con los ataques de la lista negra. La unidad flash no revela nada, lo que demuestra que Irán no está detrás de los ataques, rebatiendo las sospechas anteriores. 
De vuelta en el Paladín, Briggs informa a Sam que el rastreador GPS colocado en el interior de la bomba en Londres ha llegado a territorio de EE. UU. en Filadelfia, Pennsylvania. Grim menciona que hay un total de cuatro bombas que contienen agentes neurotóxicos peligrosos. Las bombas llegan a los patios de tránsito en Filadelfia, obligando a Sam y a Briggs a desarmar las bombas antes de que los agentes tóxicos queden libres en el sistema de transporte masivo. El análisis de Grim también revela que un objetivo denominado "Ingeniero de alto valor" está presente. Después de que Sam y Briggs desarman con éxito las bombas, Sam persigue al líder ingeniero en el sistema de tránsito. El Ingeniero escapa en el tren, pero muere asesinado de un disparo en el lugar a manos de policías locales. 
Volviendo con las manos vacías, Fourth Echelon se da un descanso cuando Nouri es enviado como prisionero a Bahía de Guantánamo, Cuba. Sam y Briggs forman un plan para infiltrarse en Guantánamo e interrogar a Nouri, bajo las credenciales de Briggs. Sam interroga con éxito a Nouri, quien confirma que Sadiq es el cerebro detrás de los ataques, pero es incapaz de decirle a Sam cuando será el próximo ataque. Nouri también admite que Sadiq conoce Fourth Echelon y es consciente de las identidades individuales del equipo. Sin embargo, Nouri le pide a Sam que acabe con su vida ya que le ha dicho todo lo que sabe y Sadiq esta consciente de ello. (Sam puede decidir entre matar a Nouri o irse y dejarlo ileso. Sin embargo, el resultado es el mismo: Nouri muere en Guantánamo) Sam evade la seguridad y se escapa de Guantánamo con la ayuda de Briggs. Briggs y Sam se reúnen en el Paladín, en una pista de aterrizaje en el estado de Yucatán, México. 
Antes de que Fourth Echelon pueda despegar, son atacados por un grupo terrorista. Fourth Echelon entra en combate. Luego Charlie menciona que fue su culpa por ponerse en contacto con un viejo amigo mientras aterrizaban. Después de despegar, el Paladín recibe un ciberataque directamente de Sadiq, quien coloco un virus en el sistema central de la IME gracias a que Charlie lo permitió para intentar conseguir más información. Todos los datos de inteligencia a bordo del Paladín se ven comprometidos, así como los ordenadores, lo que lleva el Paladín hacia un accidente en el Golfo de México. Con la ayuda de Kobin, Fourth Echelon recupera con éxito el control del Paladín, evitando el accidente. Durante el ataque cibernético, Sadiq ejecuta con éxito el ataque "Combustible Americano" en Sabine Pass, Louisiana, la mayor reserva de petróleo de los EE. UU. 
Mientras que el gobierno de EE. UU. activa la continuidad de los procedimientos gubernamentales, Sam asalta Sabine Pass, cierra la fuga de aceite y evita que llegue a otros puestos de reserva petroleros. Otro ingeniero de alto valor se presenta en el lugar y Sam lo persigue. El Ingeniero revela los planes finales de Sadiq: obtener los secretos militares de los Estados Unidos. Conociendo la continuidad de los procedimientos gubernamentales, Sadiq secuestra con éxito a un grupo de civiles y militares de alto nivel, incluido el Secretario de la Defensa. Los mantiene en el Sitio F, un búnker del gobierno bajo el Aeropuerto Internacional de Denver (DIA). 
Fourth Echelon solicita permiso a la presidenta Caldwell para actuar, pero da órdenes estrictas de no dirigirse a Denver. Los pilotos del Paladín se niegan a desafiar las órdenes, por lo que Sam le dice a Kobin que remplace a los pilotos y cumpla con su deber. Kobin toma el control del avión y aterriza en el aeropuerto. Sam y Briggs evacuan rápidamente el avión. Se infiltran en el Búnker F, con la tarea de colocar un virus en el sistema que construyó Charlie para proteger al Paladín contra la transferencia de archivos del virus de Sadiq. Briggs se entrega a Sadiq en la sala donde se encuentra el Secretario de la Defensa. Los hombres de Sadiq torturan al Secretario en el cumplimiento de sus demandas, quienes le exigen que transfiera los datos a la unidad de Sadiq pero Briggs interviene se lamenta con el Secretario y lo asesina para proteger los datos. 
"Los Ingenieros" intentan huir del sitio F usando a Briggs y a los demás rehenes como escudos humanos. Entre ellos se encuentra Sam con un uniforme de la Fuerza Aérea. Sam escapa de sus captores con la ayuda de los francotiradores. Sadiq logra escapar a pie después de herir a Briggs. Sam persigue a Sadiq, quien se dirige hacia el Paladín. Sam es desarmado durante la persecución, pero después de un combate cuerpo a cuerpo con Sadiq, logra herirlo y dejarlo fuera de combate. Sadiq afirma que ya ha "ganado" de todas formas y que si lo asesina, las naciones que están respaldando a "Los Ingenieros" empezaran una guerra contra los Estados Unidos. Pero si lo lleva a la cárcel, revelara todos los secretos que sabe. Dejándolo sin otra opción, Sam emplea la Quinta Enmienda y extraoficialmente encarcela a Sadiq. Después de ello, la presidenta Caldwell anuncia que Sadiq ha sido ejecutado. 
En la escena poscréditos, se observa a Vic, recuperado de sus heridas y tanto él como Sam están a punto de interrogar a Sadiq en prisión.

## Personajes

### Protagonistas
- Sam Fisher. El protagonista principal del juego. Debido a los ataques terroristas de Los Ingenieros, es designado como líder de Fourth Echelon por la presidenta Caldwell.
- Anna 'Grim' Grimsdottir. Grim es la segunda comandante al mando de Fourth Echelon y aliada de Sam.
- Isaac Briggs. Es un agente reclutado por Grim. En algunas misiones proporciona ayuda Sam para cumplir sus objetivos.
- Charlie Cole. Es el ingeniero informático del equipo. También proporciona armas y tecnología de punta a Sam.
- Victor Coste. Después de su aparición en Splinter Cell: Conviction, Victor regresa como personaje secundario. Es el mejor amigo de Sam.
- Patricia Caldwell. Después de desintegrar la Third Echelon corrompida en Splinter Cell: Conviction, la presidenta Caldwell funda la unidad Fourth Echelon. Asigna a Sam Fisher y Anna Grimsdottir como los comandantes de la misma.
- Andriy Korbin. Kobin regresa como personaje secundario y no como antagonista. Proporciona asistencia a Fourth Echelon en su búsqueda por detener a Los Ingenieros. Kobin ha tenido sus diferencias con Sam en Splinter Cell: Conviction, pero aun así Fourth Echelon lo retiene en el Paladín como asesor.

### Antagonistas
- Majid Sadiq. Es el principal antagonista del juego y líder de la organización terrorista Los Ingenieros, que lleva a cabo los atentados de la Blacklist "(La Lista Negra)" contra Estados Unidos. Sadiq era un agente reclutado por la MI6 pero abandona la agencia cuando esta lo traiciona.
- Reza Nouri. Es un traficante de armas que trabaja con Los Ingenieros y asociado de Kobin

## Edición Especial
Poco tiempo después, se publicó una edición especial para PC, bautizada con el nombre de Splinter Cell Black List (Echelon Edition).
Esta edición especial, trae consigo los siguientes extras:
- El mapa Costa Seca del Aral, para un jugador y cooperativo.
- Un visor de luces doradas.
- El legendario traje Upper Echelon.

## Recepción
Tom Clancy Splinter Cell: Blacklist ha recibió críticas positivas. GameRankings y Metacritic le han dado una puntuación superior al 80% en todas sus versiones, excepto en la versión Wii U.
GameSpot le dio una puntuación de 8.0/10, alabando a "la mecánica de juego y la historia también, pero criticó algunos de los niveles de la campaña". IGN le dio una puntuación de 9.2/10, mencionando que "el regreso de la mecánica de Blacklist es similar al de Tom Clancy's Splinter Cell: Chaos Theory". 
3D Juegos le dio una puntuación de 8.7/10 diciendo que "Sam Fisher, en resumidas cuentas, vuelve en forma con una aventura quizás no tan memorable o sorprendente como sus predecesores, pero que [en] definitiva es capaz de cautivarnos y satisfacer a los más fans del sigilo". Meristation le dio una calificación de 8/10, elogiando aspectos positivos en cuanto a la jugabilidad, el regreso del modo Spies vs Mercs y el sistema de combate pero criticó el apartado visual y la pérdida de Michael Ironside como la voz de Sam Fisher, afirmando que "Fisher ya no parece Fisher".
El 16 de octubre de 2013, Ubisoft anunció que el juego no ha cumplido con las expectativas en ventas. El 13 de noviembre de 2013, se informó de que el juego ha vendido 2 millones de copias en todo el mundo.